# صدای سوم
صدای سوم عنوان فیلمی است آمریکایی با ژانر جنایی-درام و هیجانی به کارگردانی هوبرت کامفیلد. این فیلم محصول سال ۱۹۶۰میلادی است.